# Bob Barker (schip, 1950)
De Bob Barker is een schip van de Sea Shepherd Conservation Society. Het schip is vernoemd door en naar de schenker: Bob Barker, een voormalig Amerikaanse tv-presentator. Het schip werd voor het eerst ingezet in het walvisjachtseizoen 2009/2010, waarbij het streed tegen Japanse walvisvaarders.

## Vlag
Nadat ook Togo onder druk van Japan Sea Shepherd de vlag heeft ontnomen, heeft Sea Shepherd besloten om voortaan alle schepen onder Nederlandse vlag te laten varen. Zo dus ook de Bob Barker.

## Geschiedenis
De Bob Barker is een voormalige Noorse walvisvaarder. Het schip beschikt over een groot bereik, alsmede de mogelijkheid om ijs te breken. Het schip is in Mauritius omgebouwd voor gebruik in de acties tegen de Japanse walvisvloot. De aankoop en verbouwing kosten naar schatting $ 5 miljoen. Na haar verbouwing is het schip op 18 december 2009 vertrokken uit Mauritius om zich bij de andere schepen uit de vloot van de Sea Shepherd te voegen.

## Helikopter
De Bob Barker beschikt over een helikopterdek met een helikopter. De helikopter is ook geschonken door Bob Barker. De helikopter is vernoemd naar de Amerikaanse milieuactiviste Nancy Burnet. Met de helikopter sporen de Sea Shepherds de Japanse walvisvloot op. Verder wordt de helikopter gebruikt als uitzichtpunt om de gehele walvisvloot te overzien.

## Incidenten
- De Bob Barker was op 6 januari 2010 betrokken bij de botsing tussen een schip van Sea Shepherd, de Ady Gil, en de Japanse walvisvaarder Shonan Maru 2.[2][3] Hierbij liep de Ady Gil zware schade op. De Ady Gil is 2 dagen later, op 8 januari 2010 gezonken.[4] De Bob Barker heeft de 6 bemanningsleden gered.[5]
- Op 6 februari 2010 was de Bob Barker betrokken bij een aanvaring met de Yushin Maru No. 3.[6] Geen van de opvarenden raakte gewond.
- In 2014-2015 was de Bob Barker betrokken bij een maandenlange achtervolging van de illegale vissersboot Thunder.